# Championnat de Nouvelle-Calédonie de football 2021
Navigation
Édition précédente Édition suivante
La saison 2021 du Championnat de Nouvelle-Calédonie de football est la dixième édition de la Super Ligue, le championnat de première division en Nouvelle-Calédonie. Les treize équipes engagées sont regroupées au sein d'une poule unique où elles affrontent deux fois leurs adversaires, à domicile et à l'extérieur. En fin de saison, le dernier du classement est relégué tandis que le 12e doit disputer un barrage de promotion relégation face à trois formations de deuxième division.
Hienghène Sport remporte son troisième titre de champion de Nouvelle-Calédonie.

## Déroulement de la saison
Après la saison précédente chamboulée par la pandémie de Covid-19 où il n'y a pas eu de relégation, mais trois promotions, le championnat passe à treize équipes.
Le championnat 2021 commence le 17 avril, le 4 septembre lors de la 19e journée il est arrêté en raison de la situation sanitaire. Le 5 novembre la fédération décide de l'arrêt définitif de la saison et l'adoption d'un classement par quotient. Le dernier du classement est relégué, par contre il n'y aura aucune promotion, de ce fait le championnat 2022 passera à 12 équipes.

## Participants
- AS Magenta
- AS Lössi
- Hienghène Sport
- AS Mont-Dore
- AS Wetr
- SC Ne Drehu
- Tiga Sport
- Horizon Patho
- JS Baco
- AS Kunié
- Dumbéa FC  - Promu de D2
- AS Qanono - Promu de D2
- RC Poindimié  - Promu de D2

## Compétition

### Classement
Le classement est établi sur le barème de points suivant : victoire à 4 points, match nul à 2, défaite à 1.
| Rang | Équipe          | Pts       | J  | G  | N | P  | Bp | Bc | Diff |
| ---- | --------------- | --------- | -- | -- | - | -- | -- | -- | ---- |
| 1    | Hienghène Sport | 60 (3,53) | 17 | 14 | 1 | 2  | 59 | 17 | +42  |
| 2    | SC Ne Drehu     | 54 (3,18) | 17 | 11 | 4 | 2  | 42 | 19 | +23  |
| 3    | Tiga Sport T    | 53 (3,12) | 17 | 11 | 3 | 3  | 54 | 31 | +23  |
| 4    | AS Kunié        | 45 (2,81) | 16 | 9  | 2 | 5  | 37 | 30 | +7   |
| 5    | AS Lössi        | 41 (2,56) | 16 | 8  | 1 | 7  | 37 | 32 | +5   |
| 6    | AS Wetr         | 42 (2,33) | 18 | 6  | 6 | 6  | 45 | 28 | +17  |
| 7    | AS Qanono P     | 37 (2,31) | 16 | 6  | 3 | 7  | 24 | 25 | -1   |
| 8    | AS Mont-Dore    | 39 (2,29) | 17 | 6  | 4 | 7  | 25 | 27 | -2   |
| 9    | AS Magenta      | 38 (2,24) | 17 | 5  | 6 | 6  | 33 | 32 | +1   |
| 10   | Horizon Patho   | 37 (2,18) | 17 | 5  | 5 | 7  | 27 | 33 | -6   |
| 11   | Dumbéa FC P     | 31 (1,94) | 16 | 5  | 0 | 11 | 26 | 46 | -20  |
| 12   | JS Baco         | 29 (1,81) | 16 | 3  | 4 | 9  | 22 | 41 | -19  |
| 13   | RC Poindimié P  | 19 (1,06) | 18 | 0  | 1 | 17 | 13 | 83 | -70  |

|  | Qualification pour les play-off pour la Ligue des champions                                                                                      |
|  | Relégation en deuxième division |
|  | T : Tenant du titre C : Vainqueur de la Coupe de Nouvelle-Calédonie P : Promu de deuxième division En italique : club basé dans les îles Loyauté |

- Le classement est établi suivant un quotient (entre parenthèses).
- Le champion et le vice-champion jouent en 2022 un barrage pour déterminer le club qui se qualifie pour la Ligue des champions de l'OFC 2022.

## Bilan de la saison
| Championnat de Nouvelle-Calédonie de football 2021 |                                |
| Champion                                           | Hienghène Sport (3e titre)     |
| Coupes et trophées                                 |                                |
| Vainqueur de la Coupe de Nouvelle-Calédonie 2021   | compétition abandonnée         |
| Qualifications continentales                       |                                |
| Ligue des champions de l'OFC 2022                  | Hienghène Sport ou SC Ne Drehu |
| Promotions et relégations                          |                                |
| Promus en Super Ligue                              | aucun                          |
| Relégués en Promotion d'Honneur                    | RC Poindimié                   |